# Frieda Arnold
Friederike "Frieda" Arnold, död efter 1860, var en brittisk hovfunktionär. Hon var kammarjungfru ('Dresser') åt drottning Viktoria av Storbritannien från 1854 till 1859. Hennes efterlämnade korrespondens har publicerats och utgör ett nästan unikt vittnesmål av Victorias hushåll från kammarpersonalen, som var den personal som kom närmast i beröring med monarken.
Hon var född i en medelklassfamilj i Tyskland, men efter sin fars död utbildade hon sig till sömmerska och försörjde sig därefter kammarjungfru. Hon anställdes vid Viktorias hushåll 1854 och blev en Dresser inom kammarpersonalen, Department of the Mistress of the Robes. Viktoria hade en första, andra och tredje kammarjungfru med titeln Dresser, och en grupp kammarpigor, som sov i ett rum bredvid Viktoria. Drottningen uppges av samtida ha stått betydligt närmare sin kammarpersonal än sina hovdamer och adliga anställda, som hon normalt hade en mer opersonlig inställning till. Arnold anställdes som Dresser underställd huvud-kammarjungfrun eller Principle Dresser Marianne Skerrett. Hon beskrivs som intelligent och bildad trots sin brist på formell utbildning. Hon lämnade sin anställning 1859, när hon gifte sig med fotografen Ernst Müller. 
I hennes korrespondens framträder en hemlängtan efter Tyskland och vantrivsel i England med dess kalla klimat och särskilt det sotiga London, men hon hade god iakttagelseförmåga och gav många värdefulla beskrivningar av det inre av det kungliga hushållet. Som medlem av kammarpersonalen visste hon mer om Viktorias familjeliv än någon annan av personalen, särskilt som kungafamiljen talade tyska med varandra, men hon höll förbudet att inte tala om deras privatliv även i korrespondensen. Brevväxlingen innehåller dock många detaljer om hovets vardagsliv. 